# 茶臼山古墳 (大津市)
茶臼山古墳（日语：／ Chausuyamakofun）是位於日本滋賀縣大津市秋葉台的一座前方後圓墳，為日本國史跡，為滋賀縣內第三大的古墳，推測建於古墳時代中前期（約4世紀末至5世紀初）。

## 概要
古墳建於滋賀縣南部，琵琶湖南岸的丘陵前端部分。古墳域內建有秋葉神社。古墳是一座前方後圓墳，前方部分朝東，墳丘長124米，滋賀縣內來說，規模上次於近江八幡市墳丘長162米的安土瓢簞山古墳和彥根市墳丘長124米的荒神山古墳。墳丘表面有葺石，各層有圓筒埴輪列，墳頂有形象埴輪。主體部分的墓室結構不明，南面200米處則建有可能為陪葬墓的圓墳小茶臼山古墳。
古墳推測建於古墳時代中前期（約4世紀末至5世紀初），大津市域的首長墓來說則是次於皇子山1號墳和和邇大塚山古墳建成。雖然入葬者不明，但是流傳為彥坐王或大友皇子一族的墓，後圓部墳頂為關於大友皇子傳說，由後世建成的5座塚。
1921年，古墳與小茶臼山古墳一同指定為日本國史跡。

## 規模
古墳規模如下。
- 墳丘長：122米
- 後圓部分
  - 直徑：70米
  - 高：8米
- 前方部分
  - 長：60米
  - 闊：58米

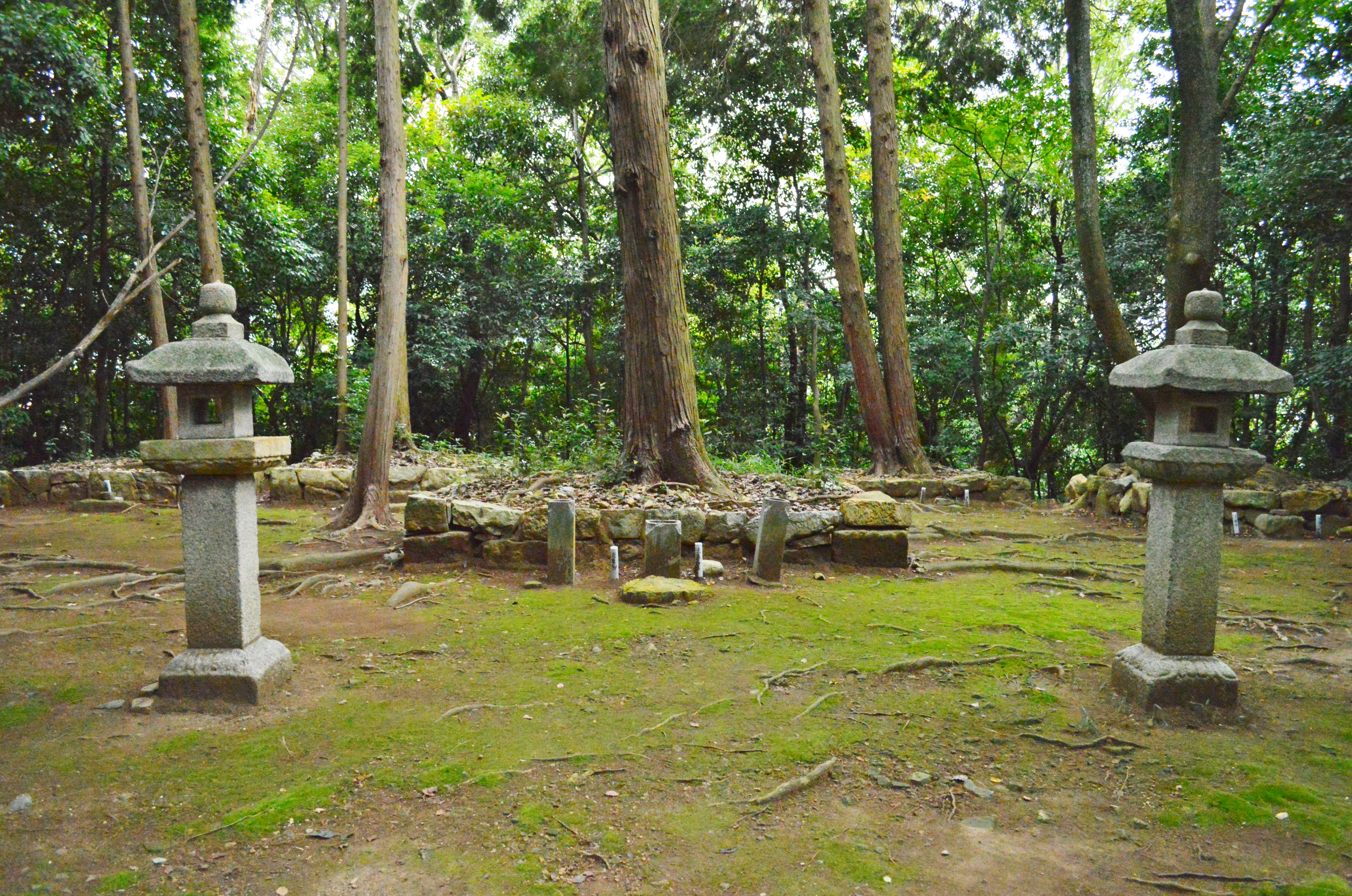
後圓部墳頂的5座塚
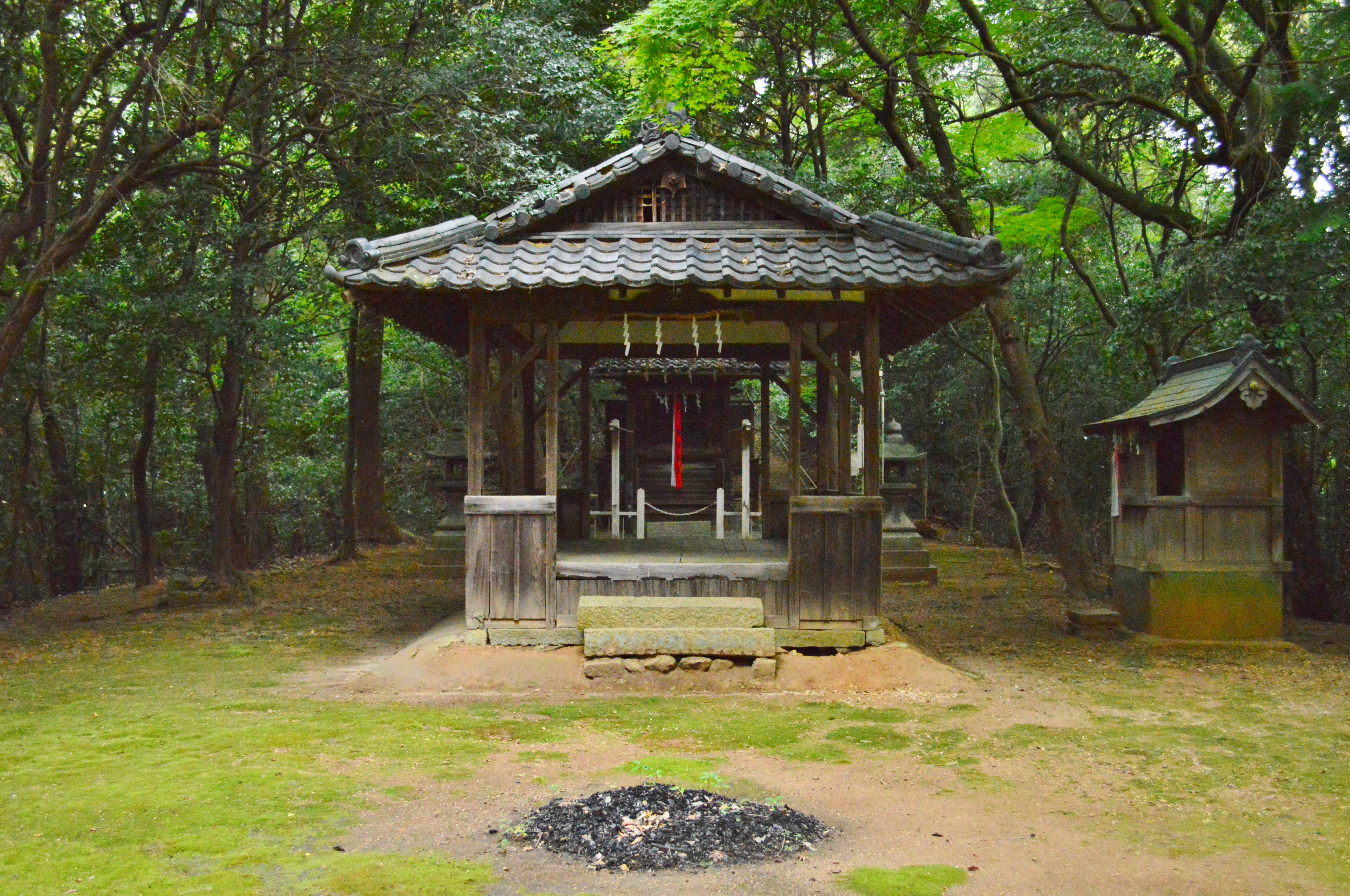
建於中間細部處的秋葉神社
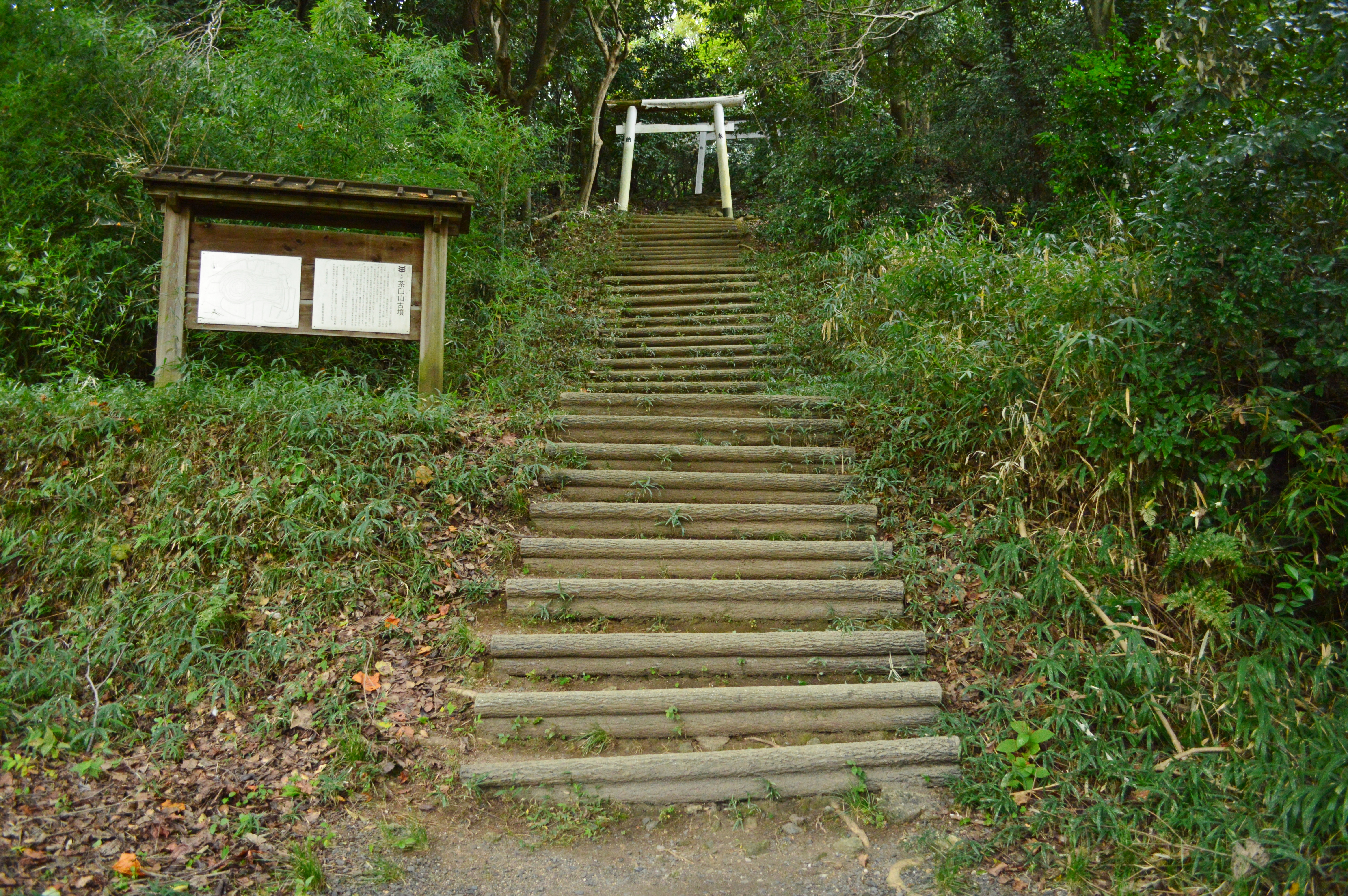
前方部分正面

## 文物

### 日本國史跡
- 茶臼山古墳和小茶臼山古墳，1921年10年3月3日指定[4]。

## 外部連結
- - 國指定文化財等數據庫（日語）